# 中華民國國徽
中華民國國徽是中華民國主權的象徵和標誌，以陸皓東所設計的青天白日旗為藍本製作，1928年（民國17年）經《中華民國國徽國旗法》確定為青天白日國徽，有時略稱為「青天白日徽」。

## 歷史

### 北洋政府時期（1912年至1928年）
|  | 1912－1928年，北洋政府使用十二章國徽作為國徽，該設計結合了傳統古代礼服的十二章元素與西方紋章的佈局。 1912年8月，時任中華民國臨時大總統袁世凱指定3位教育部薦任科長：周樹人（魯迅）、許壽裳、錢稻孫研擬國徽圖案，8月28日完成，三人合作設計圖樣，錢稻孫畫出圖例，說明書由魯迅執筆，結合日、月、星辰、山、龍、華蟲、宗彝、藻、火、粉米、黼、黻12種紋章（十二章）的圖樣。1913年2月中華民國教育部發表。 袁世凯所建立的中華帝國（1915－1916年）亦沿用北洋政府時期的十二章國徽作为国徽。 |

### 國民政府時期至今（1928年至今）

1924年何应钦设计的陆军军官学校校旗，系首次出現的圓底青天白日標誌

|  | 1924年（民國十三年），時任黃埔軍校（今陸軍官校）總教官的何應欽為學校設計校旗，旗幟以紅色為底，中央放置一個與青天白日旗圖案相同的標誌，白日的光芒則不觸邊。此圖案為時任校長蔣中正所採用。 1928年（民國十七年），國民政府制定《中華民國國徽國旗法》，黃埔軍校校旗上的青天白日標誌成為國徽，校旗本身則在修改後成為國民政府主席旗，沿用為今日的中華民國統帥旗。 |

## 象徵
青天白日為革命先烈陸皓東所設計的革命標誌，青天白日，取象宏美，中華民國為遠東之國，日出東方為之最者，且青天白日，示光明正照自由平等之義。
- 青色代表光明純潔、民族和自由；白色代表坦白無私、民權和平等。
- 白日光芒尖鋒，示革命進銳。十二道光芒，代表一天十二個時辰，一年十二個月，更鼓舞國人時時刻刻都要精進奮鬥與時俱進，自強不息，同時象徵子、丑、寅、卯、辰、巳、午、未、申、酉、戌、亥十二地支，也象徵著國家的命脈，隨著時間的前進永存於世界。
- 青天大於白日光芒，象徵天上的青天廣闊無邊，青天中的太陽高遠，遠有先人、歷史意涵，代表中華民國全體，勿忘歷史之先賢先烈為民主犧牲奉獻。

## 格式
根據《中華民國國徽國旗法》第二條規定，國徽格式如下：
- 圓形、青白色。
- 白日居中，並有十二道白尖角光芒。
- 白日與十二道白尖角光芒間，留一青色圓圈。

### 比例
根據《中華民國國徽國旗法》第三條規定，國徽繪製比例如下：
- 青底圓形之圓心為白日體之圓心。
- 白日體半徑與青底圓形半徑，為1:3。
- 白日體圓心至白尖角光芒頂，其長度與白日體半徑，為2:1。
- 白日與12道白尖角光芒間之青圈，其寬度等於白日體直徑15分之1。
- 每道白尖角光芒之頂角為30度，十二角為360度。
- 白尖角光芒之上下左右排列，應正對北南西東方向，其餘均勻排列。

### 紅圈變體
汪精卫政权曾用中國國民黨徽加入紅圈作國徽，以示與重慶國民政府區別。另外，中華民國國民政府也曾在1946年第二次國共內戰期間使用過國徽外圈添加紅圈的版本，但並未廣泛使用，後被廢除。
|  | 汪精卫政权（1940－1945年） 汪精卫政权國徽亦採用青天白日圖案，但外環添加紅圈以示與重慶國民政府區別。 |

|  | 汪精卫政权空军标志（1940－1945年） 汪精卫政权和平建国军空军标志。 |

### 白日比例

#### 與中國國民黨黨徽區別
青天白日旗的主題「青天白日」也用在中華民國國徽及中國國民黨黨徽中。不同處在於國徽中的「白日」形狀較小，而國民黨黨徽的青天白日是與邊緣相連的。黨徽之十二道曙光直接觸及外環，但國徽較為內斂，不觸及外圍。
在意涵上，國徽中青天大於白日光芒，象徵天上青天廣闊無邊，青天中白日高遠，遠有先人、歷史意涵，代表中華民國全體，勿忘歷史先賢先烈為民犧牲奉獻。中國國民黨黨徽中白日廣大代表中國國民黨先賢同志革命精神，猶如太陽般強烈不熄，革命態度寧死不屈。

#### 白日比例變體
1980年代解嚴前，中華民國國徽在實際使用時常誤用中國國民黨黨徽的白日比例，或使用介於國徽和中國國民黨黨徽之間的白日比例作為國徽。
中華民國空軍使用國徽作為識別用的國籍標誌，但直至1980年代末方統一使用標準的國徽白日比例。

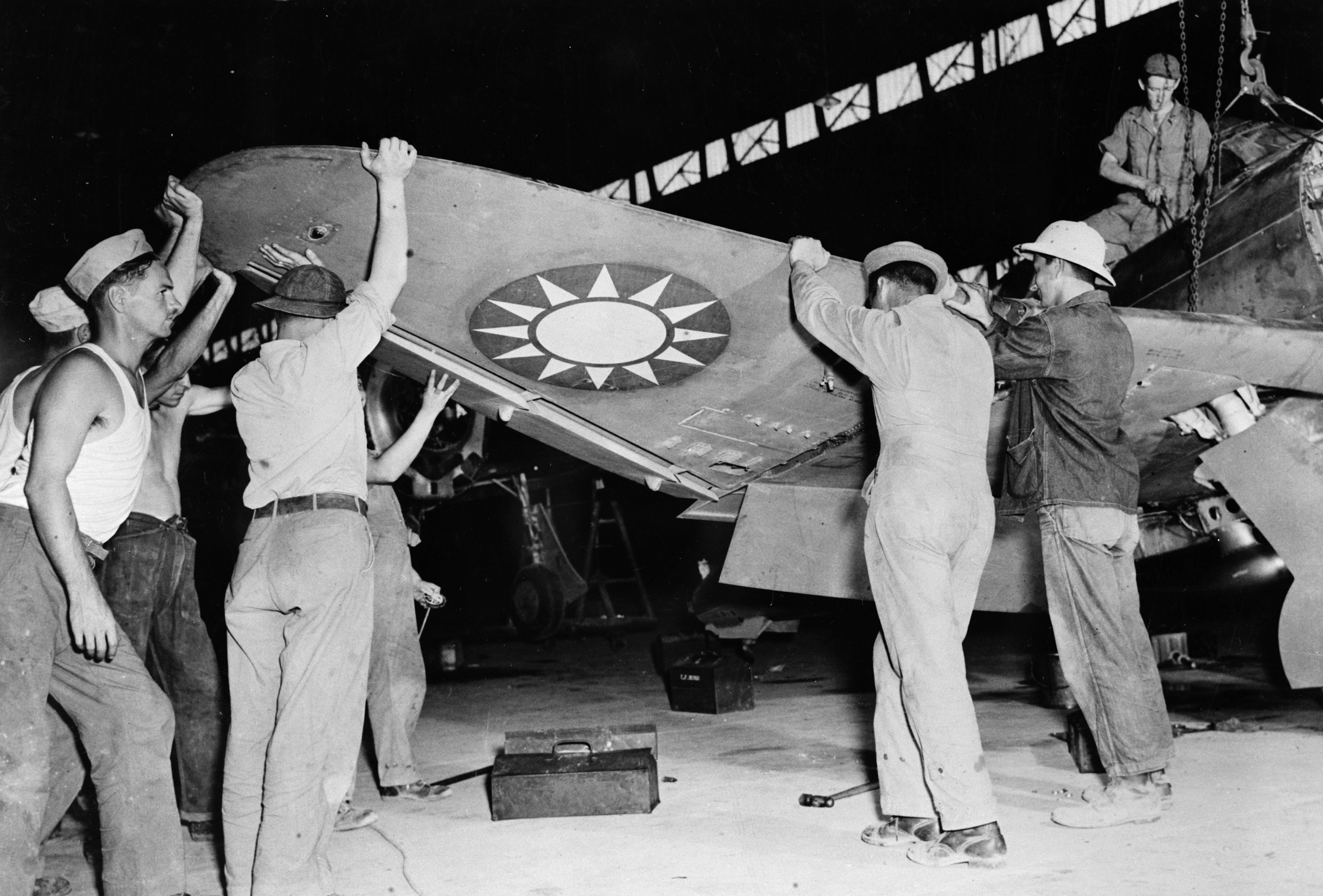
1943年的P-43戰鬥機國籍標誌，使用白日觸及外環的圖案
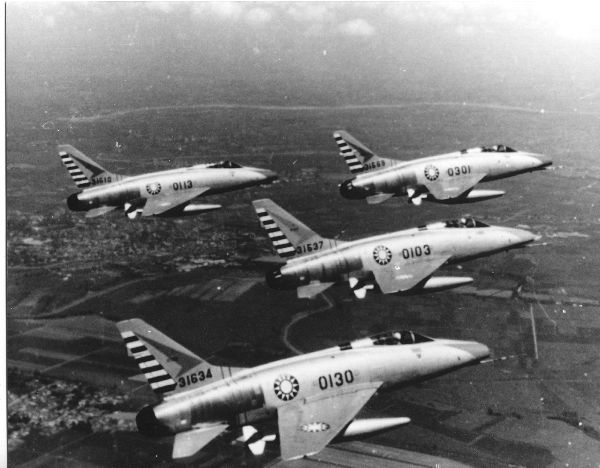
1960年後的F-100A戰鬥機國籍標誌，使用白日觸及外環的圖案
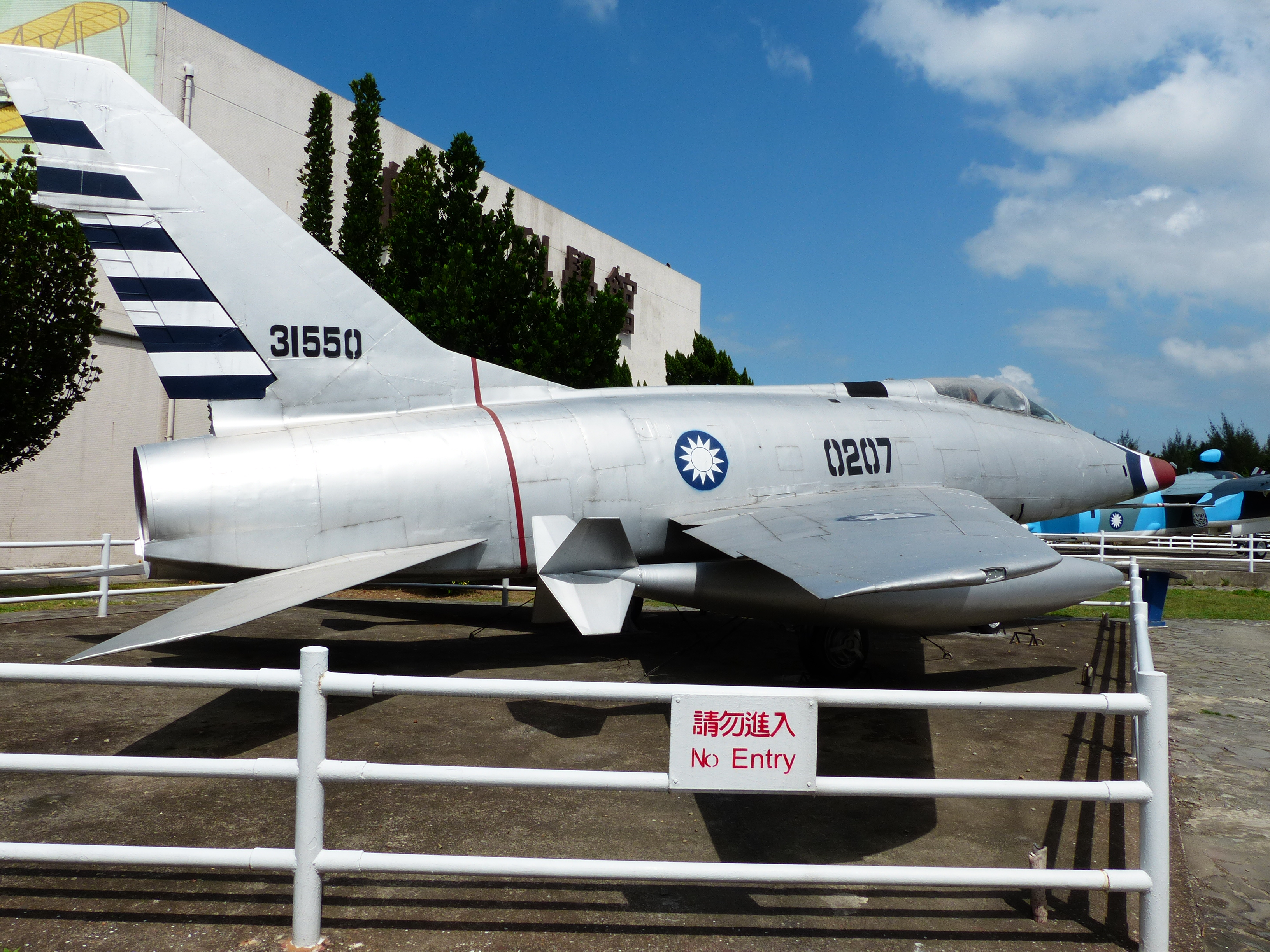
另一架F-100A戰鬥機的國籍標誌，使用光芒距邊緣較窄、青圈較細的圖案
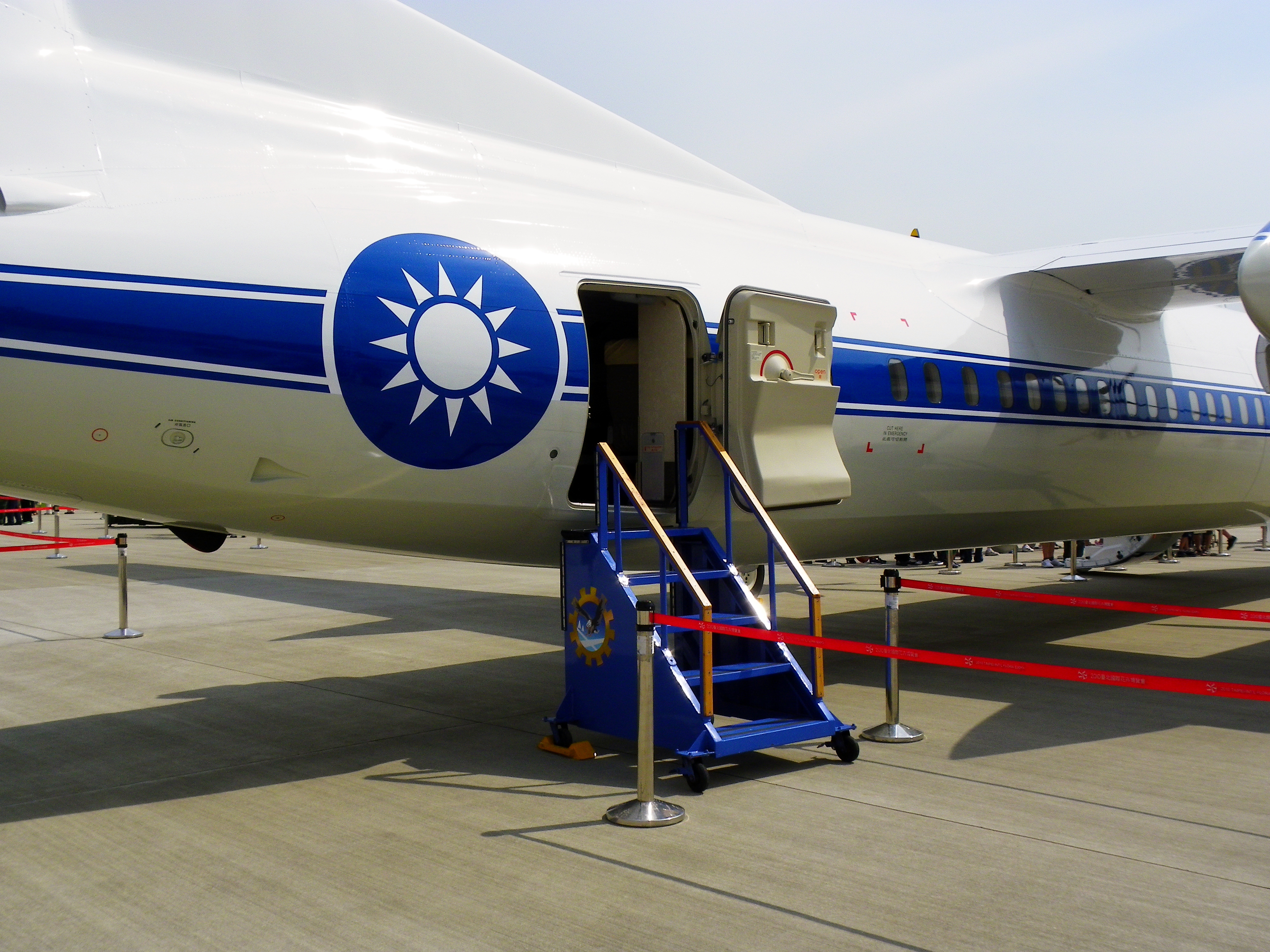
福克50公務機的國籍標誌，使用標準國徽圖案

中华奥林匹克委员会会徽為1981年由國際奧會與中華奧會所簽訂協議版本確認。當時中華民國國徽雖有規範，但提交版本並未注意標準比例，會徽使用的國徽白日光芒與邊緣距離較標準圖案窄。
1937年設計的中華民國空軍軍旗，以及1952年設計的中國青年救國團團旗上的國徽圖案，亦使用光芒距邊緣較窄的版本。

中華民國空軍标志 （1928年－1991年）[6][7][8]
中華民國空軍标志(低能見度版本) （1928年－1991年）
中華民國空軍标志 （1991年 -）
中華民國空軍标志(低能見度版本) （1991年 -）
中华奥林匹克委员会会徽，設計於1981年
1937年－1948年的中華民國空軍旗[9]
中國青年救國團團旗，設計於1952年

## 使用

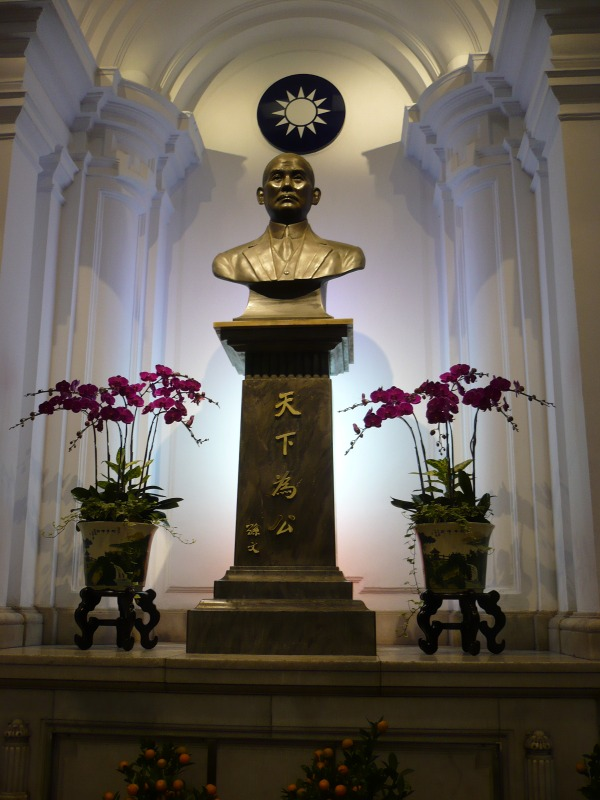
中華民國總統府敞廳中的國父塑像與國徽

除早年中华民国国徽常与国民党党徽混用以外，中華民國護照、中華奧會會旗均有使用变体中華民國國徽（后两者光芒非标准中华民国国徽之大小，而是介于中华民国国徽和中国国民党党徽之间）。中華民國國徽普遍使用於中華民國國軍、公共安全機關之旗幟與徽章中，亦是中華民國空軍的國籍標誌。
目前中華民國國徽在國際上是比中華民國國旗還要常見的標誌。

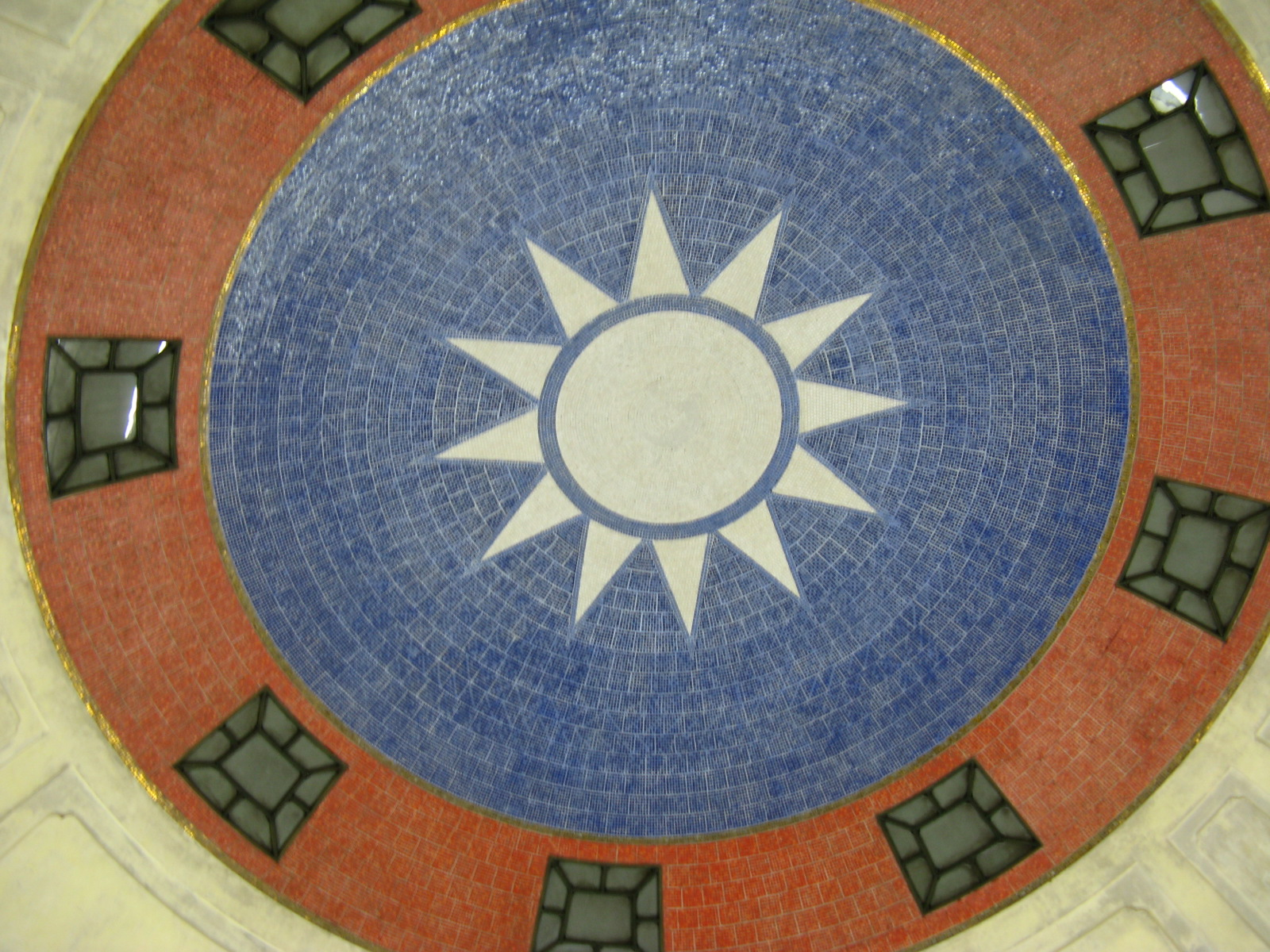
南京中山陵墓室顶部的中華民國國徽
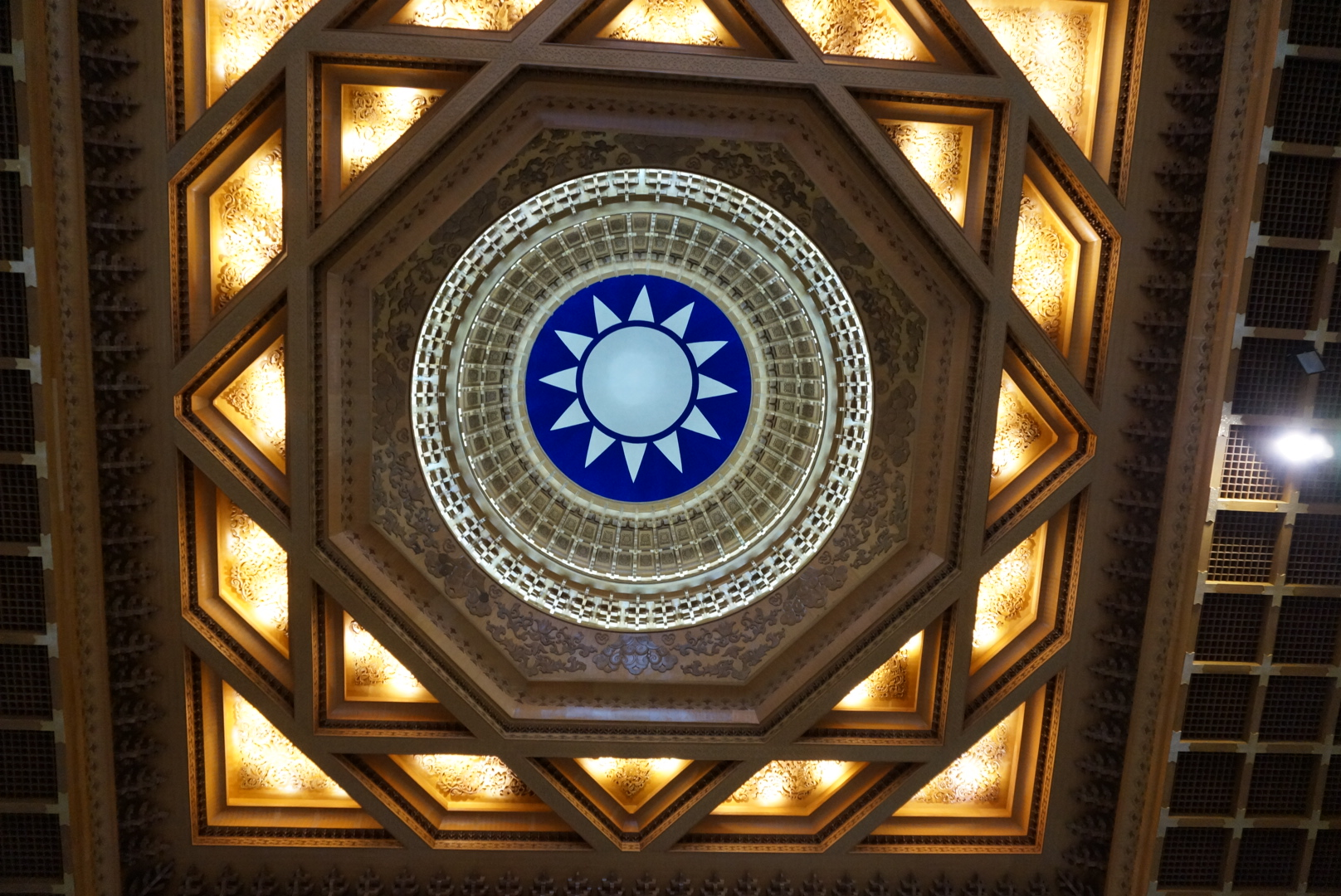
中正紀念堂頂部的藻井，以中華民國國徽為設計
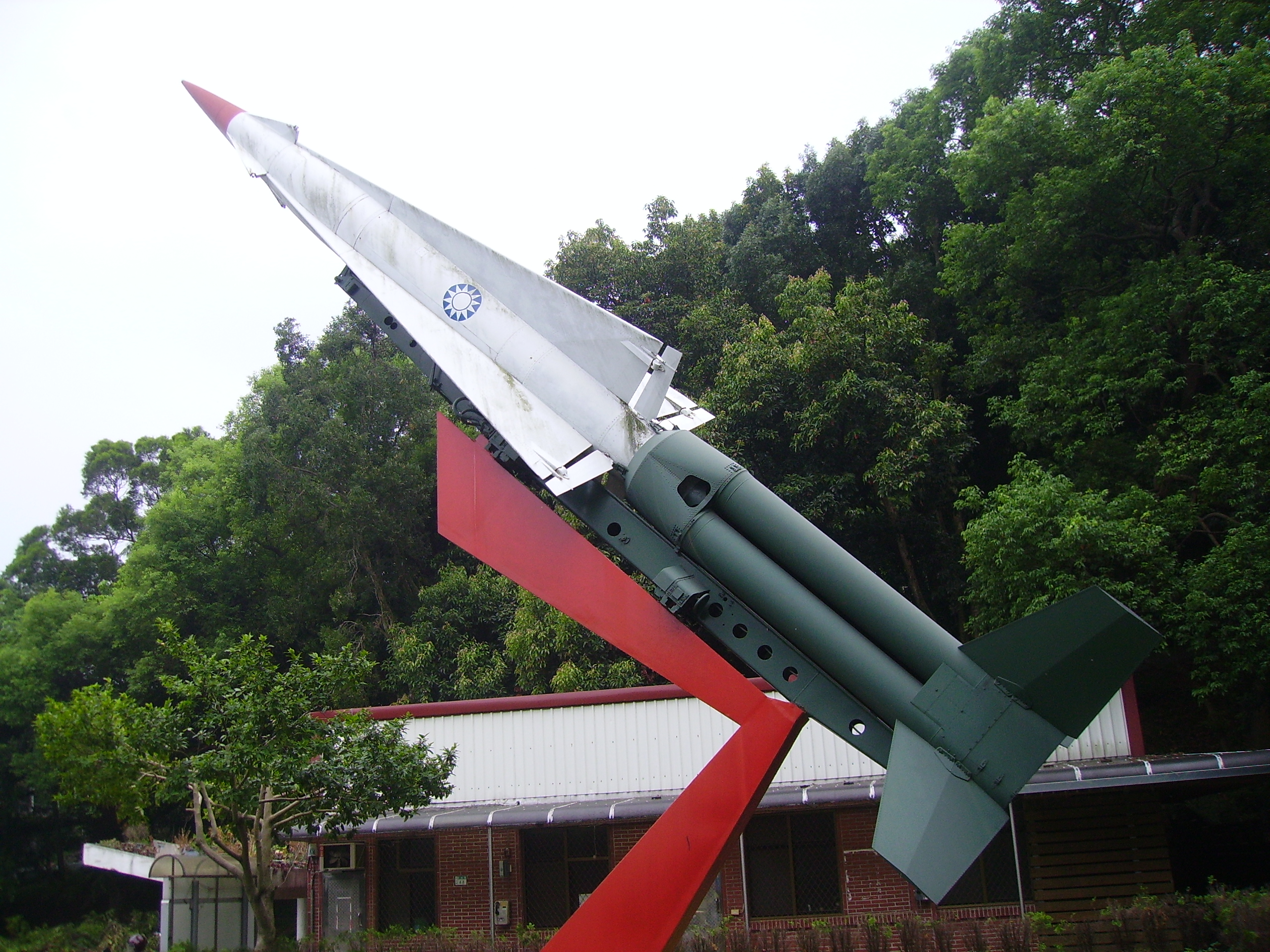
鑲有中華民國國徽的勝利女神力士型飛彈，但誤以中國國民黨黨徽當作國徽
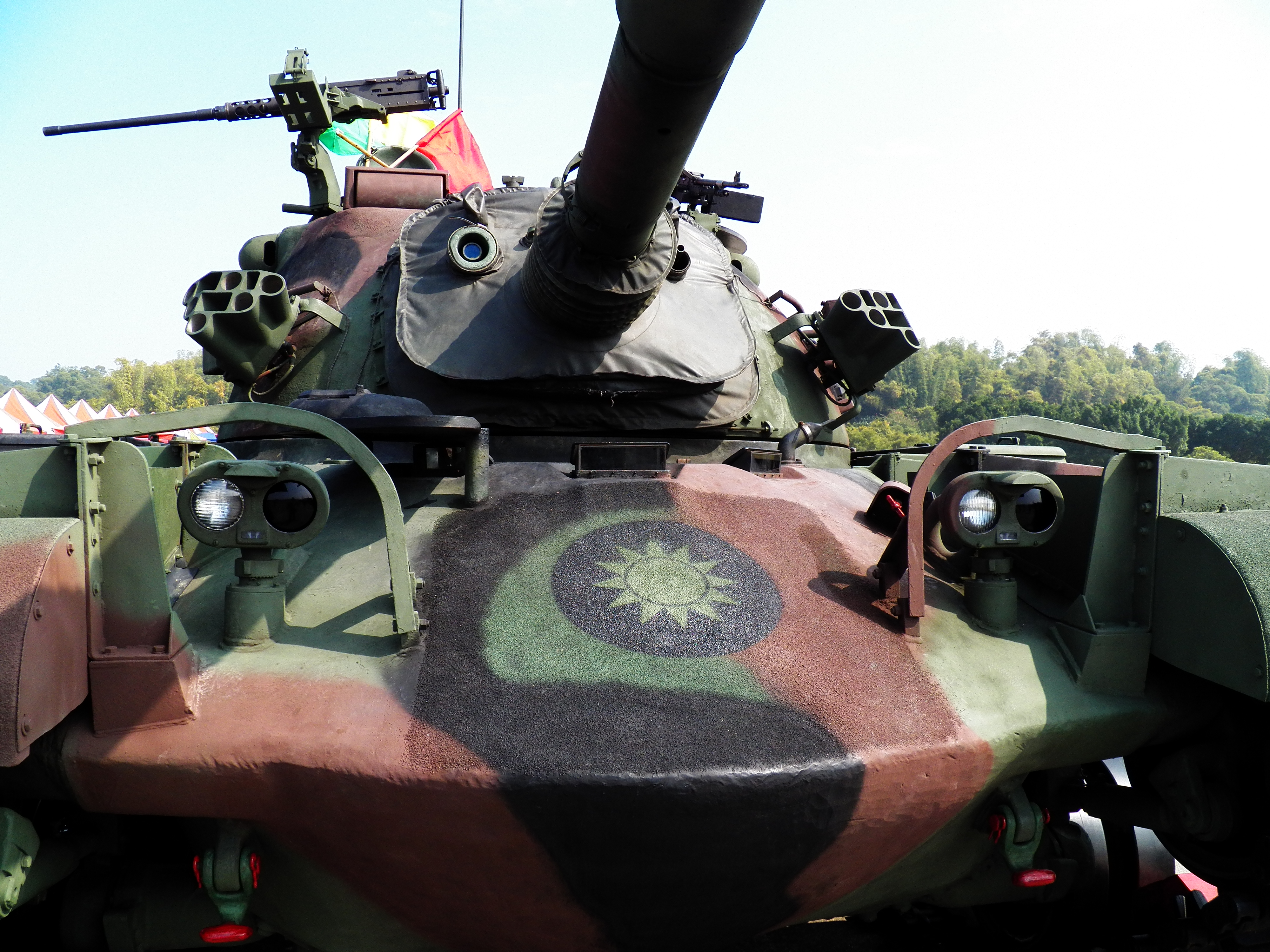
CM-12戰車車頭的中華民國國徽
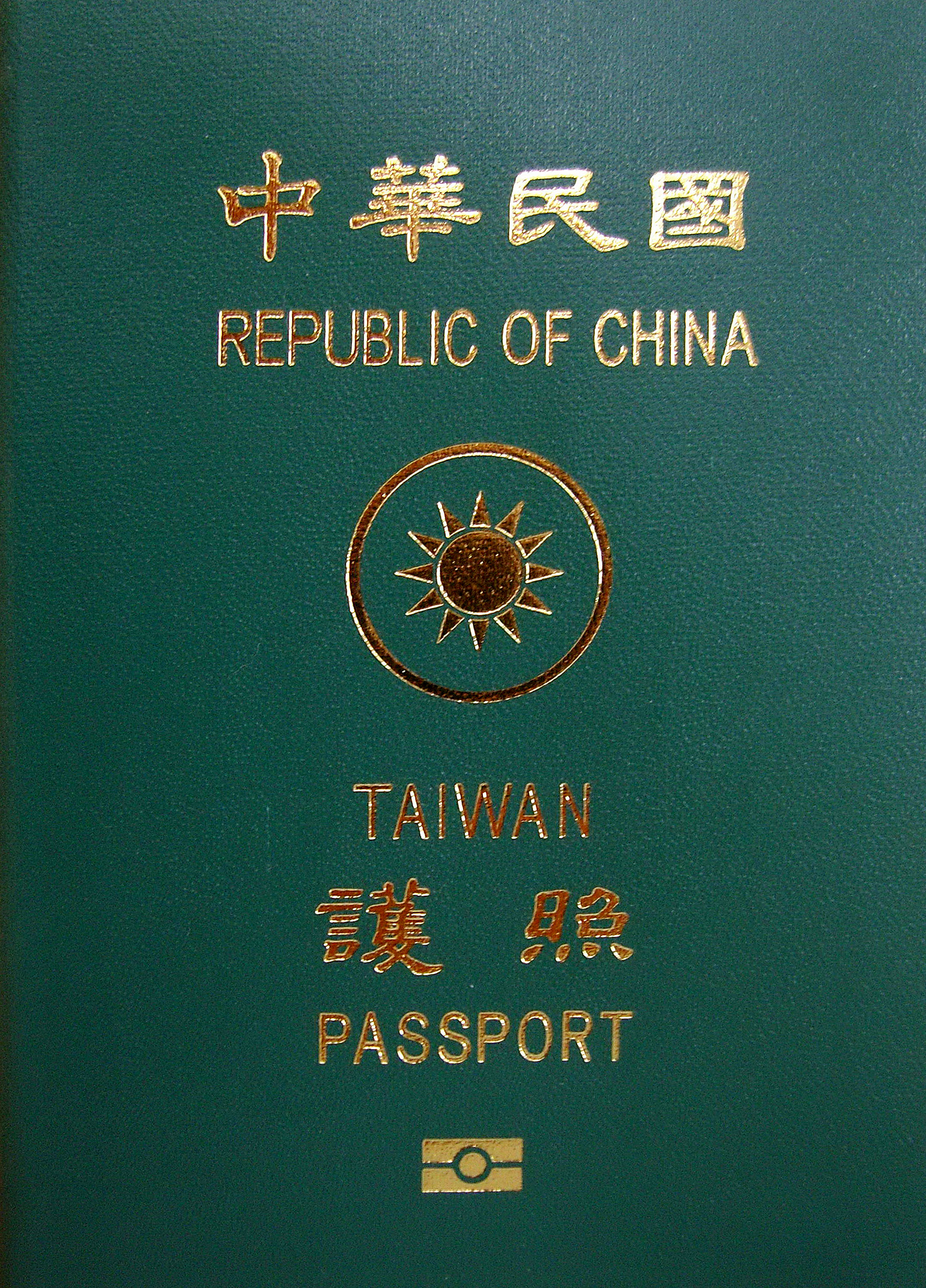
中華民國護照的封面，中間印有中華民國國徽
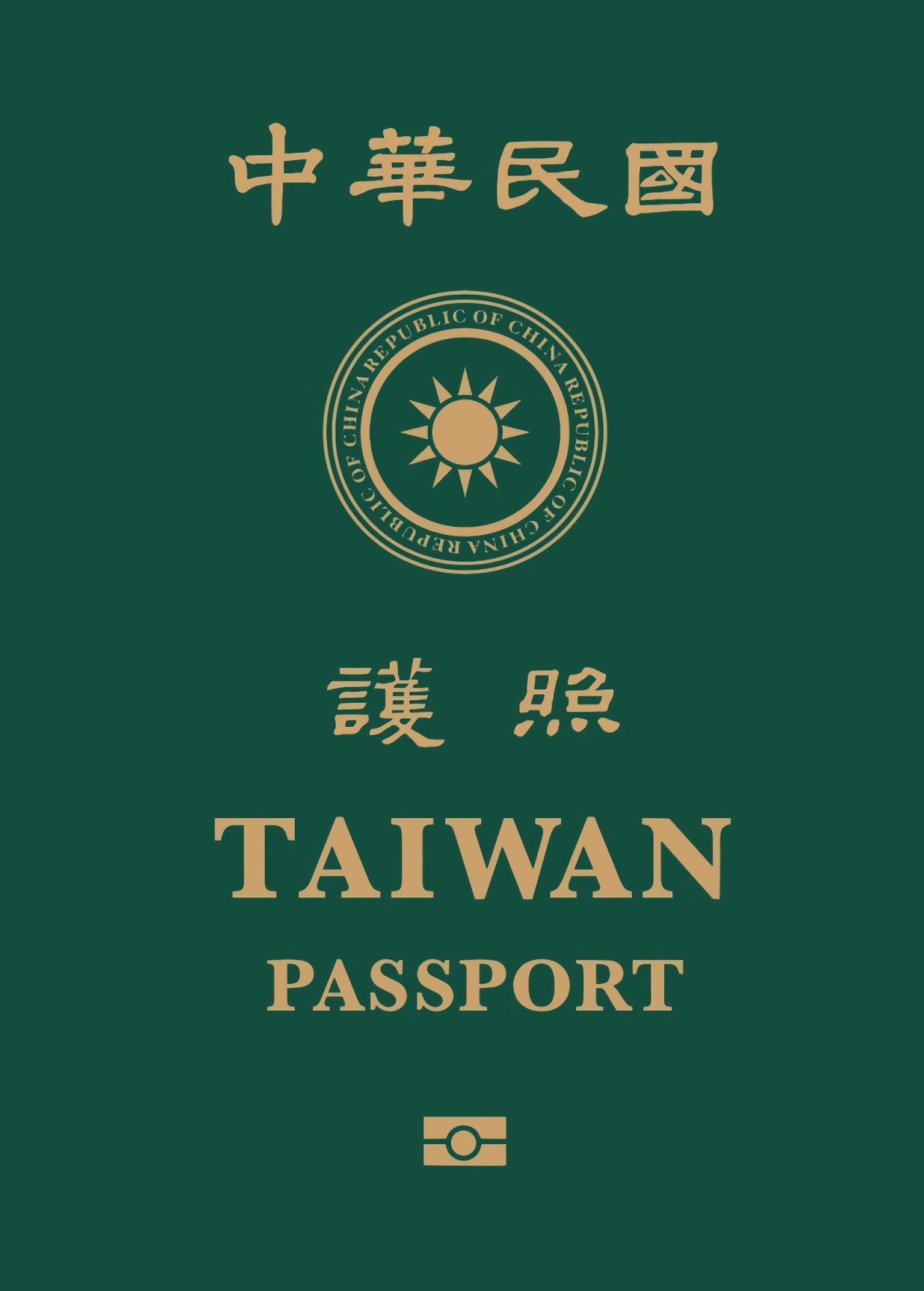
現行中華民國護照（2020年9月2日公布樣式，2021年1月11日開放申請）的封面，中間印有中華民國國徽，周圍飾以「REPUBLIC OF CHINA」

### 含有國徽的標誌

#### 技能競賽

中華台北FIRST機械人競賽代表旗
中華台北世界技能大賽代表旗

#### 體育

中華台北會旗
中華帕拉林匹克會旗
中華民國大專院校體育總會會旗
中華民國排球協會會旗
中華民國國家足球隊／ 中華台北男子足球代表隊隊旗
中華民國聽障者體育運動協會

#### 軍事

中華民國統帥旗
中華民國副總統旗
國民政府軍事委員會委員長旗
中華民國國民政府主席旗、前中華民國統帥旗
國防大學
中華民國陸軍軍官學校
中華民國海軍陸戰隊旗
中華民國陸軍
中華民國海軍
中華民國海軍陸戰隊
中華民國空軍
中華民國憲兵
中華民國後備
國防部軍備局
海巡旗
中華民國警察
中華民國消防

#### 宗教

狄剛嘉義主教時期牧徽
于斌樞機牧徽

#### 航空

歐亞航空標誌，中華民國已結業航空公司，总部在上海，[10]为一家中国和德国合营的企业。[11]

### 政治

中國青年救國團旗
三民主義青年團旗
民國黨

### 其他國家
在第二次世界大戰期間，美國陸軍遊騎兵分遣部隊因為曾在中緬印戰區協同國民革命軍的遠征部隊作戰，因此部隊紋章裡亦使用青天白日，作為圖案的一部分，最有名的例子便是第5307臨時混合支隊（麥瑞爾突擊隊），其後繼者第75游騎兵團的臂章中依然可以見到青天白日的圖案。二戰後兩個駐臺美軍機構——美軍顧問團和美軍協防臺灣司令部的徽章中亦融入青天白日之設計。

中缅印战区
麥瑞爾突擊隊臂章
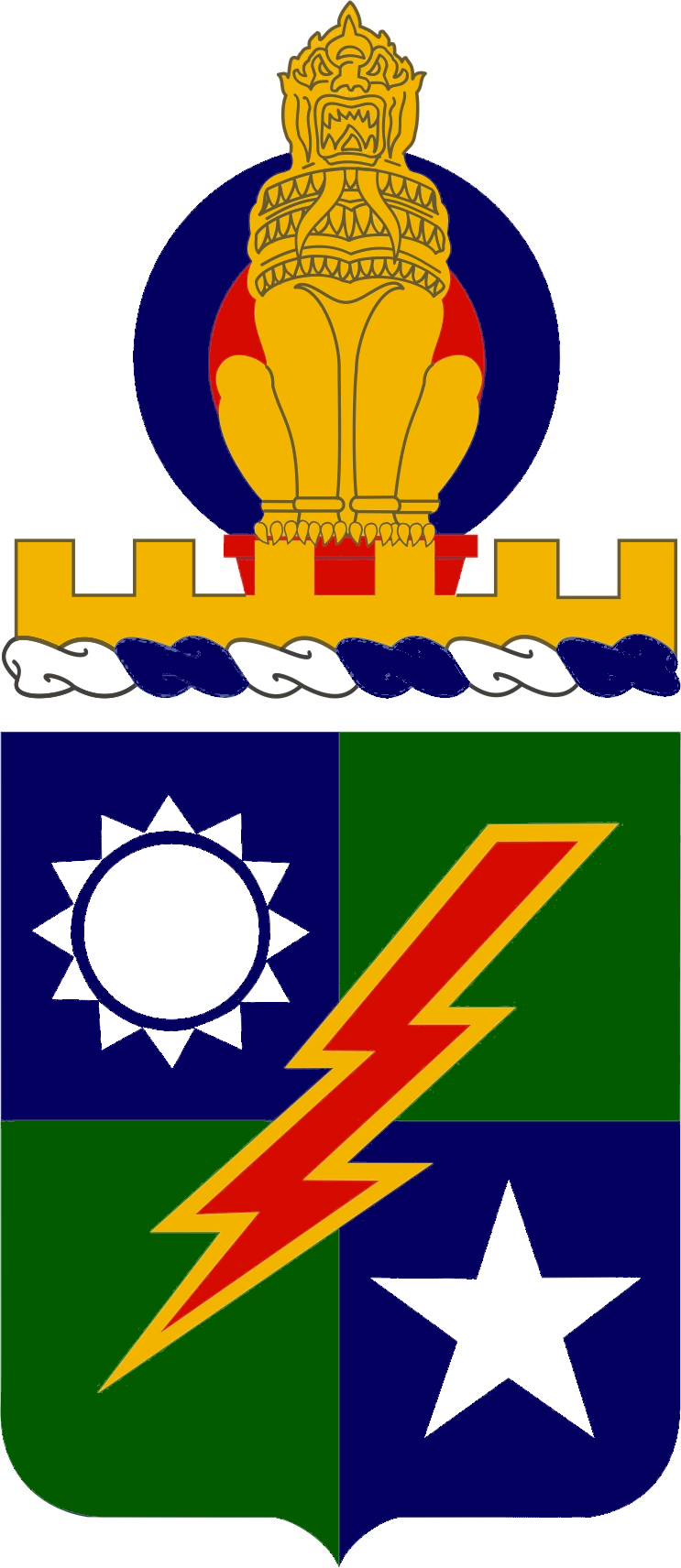
第75游騎兵團臂章
美援在臺灣的通用標誌之一
美軍顧問團
美軍協防臺灣司令部

### 引用
1. ↑  “與稻孫、季市同擬國擻告成，以交范總長；一為十二章，一為旗鑒，並簡章二，共四圖”： 《魯迅日記》1912年8月28日條
2. ↑  .   [2013-09-02]. （原始内容存档于2014-08-07）.
3. ↑  .   [2017-10-26]. （原始内容存档于2019-02-20）.
4. ↑  . 2004-11-23  [2017-09-26]. （原始内容存档于2017-09-26）.
5. ↑  中華奧林匹克委員會 的存檔，存档日期2016-07-25.
6. ↑  .   [2020-09-28]. （原始内容存档于2016-03-04）.
7. ↑  . Airliners.net.   [2021-01-30]. （原始内容存档于2021-02-04）.
8. ↑  .   [2020-09-28]. （原始内容存档于2016-03-05）.
9. ↑  .   [2016-02-01]. （原始内容存档于2016-02-07）.
10. ↑  Flight International（英语：Flight International）. April 28, 1938. p. 416 （页面存档备份，存于） (Archive). " EURASIA AVIATION CORP., 97, Jinkee Road, Shanghai."
11. ↑  "Eurasia Aviation Corporation - A German-Chinese Airline in China and its Airmail 1931-1943 by Peter Moeller and Larry D. Sall, paperback in color, 2007, 153 pages, great book on the history of this airline, includes a listing of First Flight covers and catalog values （页面存档备份，存于）." China Stamp Society. Retrieved on October 4, 2014.